# Lo Caubell de Sas
Lo Caubell de Sas és una muntanya de 2.286,1 m d'altitud del terme de Sarroca de Bellera, al Pallars Jussà, en el territori de l'antic terme de Benés.
Es troba a l'est-nord-est del poble de Sas, al nord-est de Sant Quiri, i al nord-oest de Benés. Forma part de la carena de la Serra de la Costa, amb el Tossal del Cogomar situat just al nord-est de lo Caubell de Sas. Aquesta muntanya és així anomenada per la seva característica part superior pelada. Està composta per un doble tossal, anomenat Tossal de la Costa, de 1.867,2 m d'altitud en el seu component meridional i lo Casterilló, de 1.876,5, al nord.